# Klan MacLeod of Lewis
Klan MacLeod of Lewis, (właściwie gael. MacLeod of The Lewes) – góralski klan szkocki, będący w posiadaniu ziemi  na Wyspach Zachodnich i zachodnim wybrzeżu Szkocji. 
Od XIV wieku aż do początku XVII wieku były dwie gałęzie Macleods: MacLeods of Dunvegan and Harris oraz Macleods of Lewis. W języku celtyckim klan Macleods of Lewis był znany jako Sìol Thorcaill ("ziarno Torquil"), a MacLeods of Dunvegan and Harris jako Sìol Thormoid ("nasienie Tormod").
Rodowym protoplastą klanu MacLeods był Leod, który wg tradycyjnych przekazów był synem Olafa Czarnego (Olaf the Black), władcy Królestwa Man i wysp. Leod miał dwóch synów, z których pierwszy, Tormod był protoplastą Macleods Harris i Dunvegan (gael. Sìol Thormoid) zaś drugi, Torquil zapoczątkował ród Macleods of Lewis (gael.Sìol Thorcaill). 

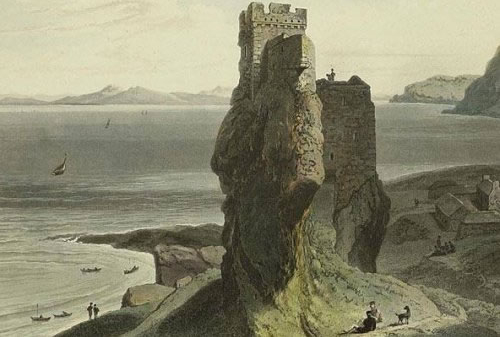
Zamek Brochel, rodowe gniazdo klanu
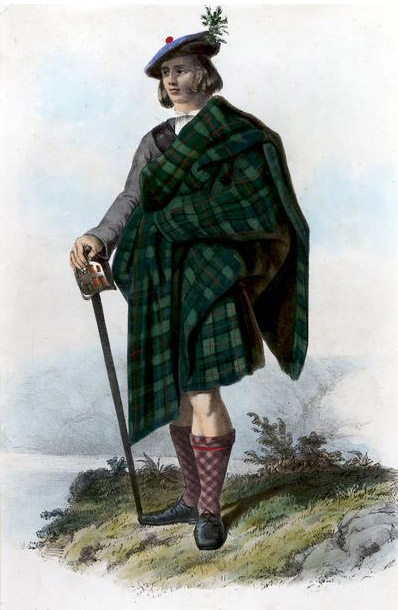
członek klanu w tartanie rodowym
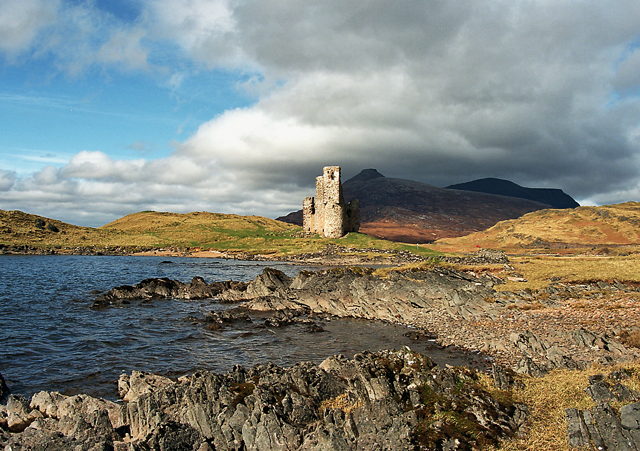
ruiny Zamku Ardvreck XVI w.
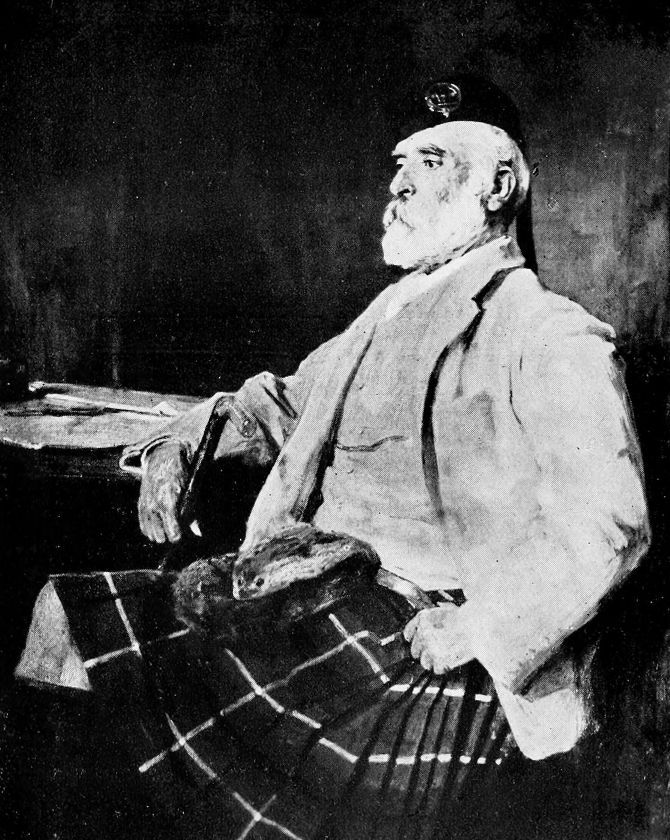
Norman Magnus MacLeod of MacLeod (1839–1929)